# Chlorostilbon mellisugus
El esmeralda coliazul o esmeralda de cola azul (Chlorostilbon mellisugus) es una especie de ave apodiforme de la familia Trochilidae —los colibríes— perteneciente al género Chlorostilbon. Es nativa del norte y noroeste de América del Sur.

## Distribución y hábitat
Esta especie politípica y ampliamente distribuida se encuentra en la mayoría de las islas del sur del Caribe (Aruba, Curaçao, Bonaire, Trinidad y Margarita), a través de la mayor parte de Venezuela, Guyana, Surinam, Guayana Francesa y hasta el norte de Brasil, incluyendo la cuenca del bajo río Amazonas. Y a lo largo de la base oriental de los Andes se encuentra desde Colombia, por el este de Ecuador, este de Perú hasta el norte de Bolivia, extendiéndose hacia el este hasta el oeste amazónico de Brasil.
Esta especie es considerada común en la mayor parte de su rango en una variedad de hábitats desde zona tropical a templada, principalmente entre 750 y 2600 m en el este de Ecuador, principalmente por debajo de 1200 m en el este de Perú y no más alto de 1850 m en Venezuela. En hábitats xerófilos como sabana, cerrado, zonas cultivadas, plantaciones, huertos urbanos, campos, setos, grandes claros en bosque de terra firme y bordes de bosques caducifolios, pero en el Ecuador amazónico es quizás más frecuente en várzea y bosque inundable.

## Descripción
Mide aproximadamente 7,4 cm de longitud y pesa 2,6 g. El macho tiene un plumaje verde brillante con blanco en los flancos y una cola azul metálica. La hembra se diferencia por su coloración grisácea en la parte inferior, un parche auricular negruzco, un supercilio blanco corto y blanco en los extremos de las puntas de la cola. 
La hembra pone sus huevos en nidos pequeños con forma de copa., similares a los del tucusito rubí Chrysolampis mosquitus, sobre la rama horizontal de un árbol. El tiempo de incubación es de 13 días. 
Se alimentan de néctar y también de insectos. Su canto es vibrante y agradable. Emiten llamados agudos de sonido similar a «tsip».

## Sistemática

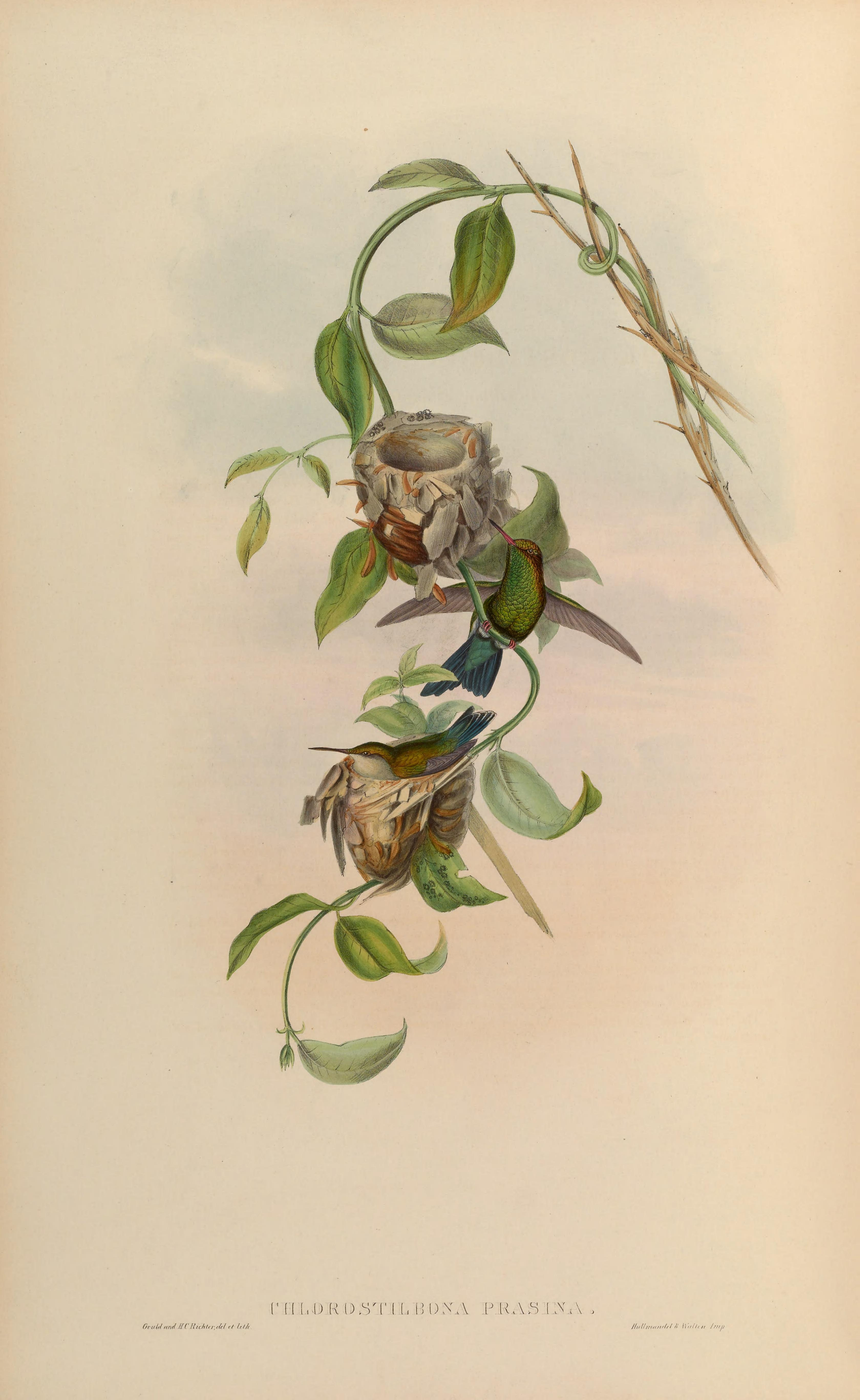
Chlorostilbona prasina, sinónimo de Chlorostilbon mellisugus, ilustración de Gould y Richter en A monograph of the Trochilidae, or family of humming-birds 5, 1861.

### Descripción original
La especie C. mellisugus fue descrita por primera vez por el naturalista sueco Carlos Linneo en 1758 bajo el nombre científico Trochilus mellisugus; su localidad tipo es: «Surinam».

### Etimología
El nombre genérico masculino «Chlorostilbon» se compone de las palabras del griego «khlōros» que significa ‘verde’, y «stilbōn» que significa ‘brillante’, un epíteto del planeta Mercurio; y el nombre de la especie «mellisugus», se compone de las palabras del latín «mel» que significa ‘miel’, y «sugere» que significa ‘chupar’.

### Taxonomía
En ocasiones, se ha considerado que esta especie incluía hasta 17 subespecies. La mayoría de estos taxones, en un momento u otro, también se han agrupado como subespecies de otras especies actualmente reconocidas o se han considerado especies plenas. Entre ellos se incluyen los siguientes taxones, reconocidos actualmente como especies plenas: Cynanthus auriceps, C. forficatus, C. canivetii, Chlorostilbon assimilis, C. gibsoni, C. olivaresi y C. melanorhynchus. Además, existe una plétora de nombres que se han aplicado en toda el área de distribución del género y que han sido relegados a la sinonimia en diversos momentos, así como una variedad de confusos especímenes híbridos y/o aberrantes. Este pasado taxonómico bastante accidentado, junto con la confusa distribución y las cuestiones taxonómicas dentro del «complejo mellisugus» han dado lugar a muchas cuestiones aún debatidas y sin resolver. La forma descrita nanus Berlepsch & Hartert, 1902, se considera sinónimo de caribaeus; las formas vitticeps Gould, 1861 y napensis Simon, 1910, se consideran sinónimos de phaeopygus.

### Subespecies
Según las clasificaciones del Congreso Ornitológico Internacional (IOC) y Clements Checklist/eBird  se reconocen seis  subespecies, con su correspondiente distribución geográfica:

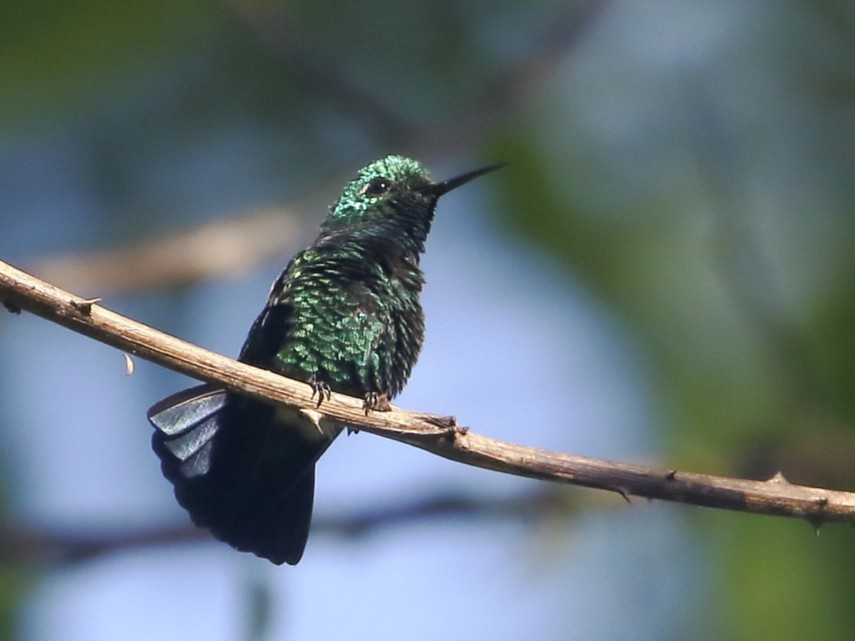
Chlorostilbon mellisugus phoeopygus, Río Branco, Acre, Brasil

- Chlorostilbon mellisugus caribaeus Lawrence, 1871 – Aruba, Curaçao, Bonaire, Trinidad y Margarita. Y en todo el norte de Venezuela.
- Chlorostilbon mellisugus duidae J.T. Zimmer & Phelps, Sr, 1952 – región del cerro Duida en el sur de Venezuela (Amazonas)
- Chlorostilbon mellisugus subfurcatus Berlepsch, 1887 – este y sur de Venezuela, Guyana, y en la región del río Branco del norte de Brasil.
- Chlorostilbon mellisugus mellisugus (Linnaeus), 1758 – Surinam, Guayana Francesa y la cuenca baja del río Amazonas del noreste amazónico de Brasil.
- Chlorostilbon mellisugus phoeopygus (Tschudi), 1844 – alto río Amazonas y sus afluentes en el este de Colombia, Ecuador y Perú. Presumiblemente esta subespecie también en la mayor parte del oeste de Brasil.
- Chlorostilbon mellisugus peruanus Gould, 1861 – sureste de Perú, norte de Bolivia y también posiblemente en el extremo suroeste de la Amazonia brasileña.